# Rocksteady
Pour les articles homonymes, voir Rocksteady (homonymie).
Genres dérivés
Reggae
Le rocksteady est un genre musical ayant émergé en 1966 en Jamaïque, issu du ska et classifié actuellement comme un sous-genre du reggae, malgré son antériorité. Il est le résultat de la transformation du ska, rythme à quatre temps, en un tempo binaire, plus lent, avec généralement moins de cuivres mais davantage de place accordée aux claviers et au chant. Successeur du ska, précurseur du reggae, le rocksteady est joué par des groupes vocaux jamaïcains tels que The Gaylads, The Maytals ou The Paragons, qui se sont souvent illustrés d'abord dans le ska. En tant que style de musique populaire, le rocksteady a connu une existence courte ; son heure de gloire a duré environ deux années, de 1966 au printemps 1968.

## Caractéristiques
Le rocksteady, malgré son nom qui peut signifier « rock modéré », est une musique empruntant au ska jamaïcain autant qu'à la soul nord-américaine ou au rhythm and blues, diffusés par les radios du sud des États-Unis (Floride, Louisiane) et que captent les radios de l'île. De cette influence sont issues diverses caractéristiques. La contrebasse, très présente dans le ska, est souvent remplacée par la basse électrique et le temps fort est marqué sur le troisième temps.
Souvent perçu comme une période de transition du ska vers le reggae, le rocksteady supplante peu à peu le ska à partir de 1966 et évolue dans un style propre, pour finalement être considéré comme la soul locale. Prince Buster multiplie les classiques, notamment un duo avec Lee Scratch Perry, Judge Dread, qui deviendra le nom de scène du musicien britannique Alex Hughes (lequel reprendra le fameux « Je t'aime moi non plus », de Gainsbourg qui, à son tour, enregistrera en Jamaïque ses deux célèbres albums reggae, bouclant ainsi la boucle) et participera à la diffusion au Royaume-Uni et en Europe de la musique jamaïcaine auprès du public blanc, à l'instar de Chris Blackwell, fondateur de la maison de disques Trojan, spécialisée en musique jamaïcaine.

## Origines
Il y a plusieurs écoles en ce qui concerne l'apparition du rocksteady : si on est certain de sa date de naissance en 1966, certains avancent qu'il est dû à une vague de chaleur qui amène les musiciens à ralentir le tempo, tandis que d'autres affirment que ce sont les personnes âgées qui réclamaient l'introduction d'un laps de temps dans la rythmique afin de parvenir à un ska « plus lent » pour pouvoir danser lors des soirées dans les sound-systems (aux alentours de minuit, une période était réservée à la musique plus lente). Joe Isaacs (aka Drummie One), batteur très prolifique lors des enregistrements pour Studio One dans les années 60 prétend dans une interview que le tempo ralenti du Rocksteady est du à son « incapacité » à jouer certaines parties de batterie au tempo plus élevé du ska. Coxsone accepta cette baisse de tempo dans ses productions car il appréciait le jeu de Joe Isaac.  Quoi qu'il en soit, le rocksteady représente surtout une transition entre le ska et le reggae, auquel il ouvre la voie en 1968. L'enregistrement de Take It Easy par Hopeton Lewis en 1966 est traditionnellement considéré comme l'acte de naissance du rocksteady (Lewis demandant à l'orchestre de ralentir le rythme car il avait des difficultés à poser ses paroles sur la musique, et lorsque la prise fut terminée, le pianiste Gladstone Anderson faisant une remarque quant à la nature « rocksteady » de ce rythme). Mais d'autres artistes revendiquent cette paternité, tels Roy Shirley avec Hold Them, Derrick Morgan avec Tougher Than Tough, Alton Ellis avec Cry Tough et Girl I've Got a Date.
En raison de l'influence prononcée de la soul américaine, de nombreux titres rocksteady sont des chansons d’amour, comme Sharing You de Prince Buster ou Queen Majesty de The Techniques. Il existe des titres rocksteady sur le thème de la religion et du mouvement rastafari. Aux débuts du rocksteady, la classe défavorisée jamaïcaine luttait pour se nourrir, se loger et travailler. Cette souffrance déboucha sur l’émergence d’une « subculture » rebelle connue sous le terme rude boys. À cette époque, de jeunes Jamaïcains des environs ruraux de la capitale affluèrent dans les ghettos de Kingston — dans des banlieues telles que Riverton City, Greenwich Town et Trenchtown. Bien que la plupart du pays fût optimiste, à l'image du climat post-indépendance, cette jeunesse ne partageait pas ce sentiment. Beaucoup d’entre eux devinrent des délinquants qui prônaient une certaine attitude décontractée. Ces jeunes sans règles restèrent célèbres sous le nom de rude boys. Certaines paroles du rocksteady tantôt célèbrent ou, à l’inverse, critiquent le style de vie instable et violent des rude boys, et pointent l’injustice politique.

## Terminologie
Le nom « rocksteady » n'a pas d'origine certaine et avérée. En effet, un certain nombre d'artistes et de chansons peuvent prétendre au titre d'inventeur du mot. Alton Ellis enregistra ainsi en 1967 un single portant ce titre, qui apparait comme la première évocation de ce terme. Une autre histoire fait mention d'un caïd de Kingston du nom de Busby, qui, grand danseur de sound system, aurait lancé une danse qu'il appelait de ce nom. Ce terme aurait ensuite été entendu par un présentateur radio qui l'aurait ensuite utilisé pour présenter ces dernières nouveautés. Quelle que soit son origine, il est clair que le terme a tout d'abord désigné une danse popularisée dans les sound systems vers la fin des années 1960, avant de désigner la production musicale qui lui fut associée.

## Artistes représentatifs
Les artistes et groupes représentatifs du genre incluent notamment :  Lynn Taitt, Val Bennett, Ken Boothe, Ken Parker, Stranger Cole, The Clarendonians, Phyllis Dillon, Alton Ellis, John Holt, Hopeton Lewis, Dandy Livingstone, The Paragons, Roy Shirley, The Soul Vendors, The Wailers, Desmond Dekker, Errol Dunkley, The Jamaicans, The Heptones, The Soulettes, The Techniques, The Uniques, Pat Kelly, The Melodians, Lester Sterling, Prince Buster, Derrick Harriott, The Gaylads, The Ethiopians, Delroy Wilson, Justin Hinds, Laurel Aitken, Slim Smith, B.B. Seaton, et Derrick Morgan.